# Frank Wright (Musiker)
Frank Wright (* 9. Juli 1935 in Grenada, Mississippi; † 17. Mai 1990 in Wuppertal) war ein US-amerikanischer Jazzmusiker (Sopran- und Tenorsaxophon, Bassklarinette).
Wright begann als Bassist in Rhythm-&-Blues-Gruppen in Cleveland, wo er auch Albert Ayler hörte. Er zog nach New York City, um mit Ayler, Sunny Murray und weiteren Musikern der ersten Free-Jazz-Generation zu spielen. Im November 1965 nahm er für ESP-Disk sein erstes Album unter eigenem Namen auf (Frank Wright Trio), an dem Henry Grimes und der Schlagzeuger Tom Price mitwirkten. Im Mai 1967 entstand in Quintettbesetzung noch ein zweites Album für ESP, Your Prayer. Wright zog dann 1969 nach Paris, wo er lange Jahre lebte und mit Bobby Few, Alan Silva und Muhammad Ali zusammenarbeitete. Gelegentlich spielte er auch mit Cecil Taylors Orchestra of Two Continents (zu hören auf den Soul-Note-Alben Winged Serpent, 1984 und Olu Iwa 1986), Noah Howard, Peter Brötzmann, Hans Dulfer, Hannibal Marvin Peterson und mit Musikern um A. R. Penck.
Wrights hymnische Spielweise auf dem Tenorsaxophon war stark durch Albert Ayler beeinflusst.
Seine Spielweise führte zu dem Spitznamen „The Reverend“.

## Auswahl-Diskographie
- Frank Wright Trio (ESP-Disk)
- The Frank Wright Quintet – Your Prayer (ESP-Disk, mit Jacques Coursil, Arthur Jones, Steve Tintweiss, Muhammad Ali)
- One for John (BYG Actuel)
- The Frank Wright Quartet – Uhuru Na Umoja (America Records)
- Church Number Nine (Calumet)
- Center of the World (Center of the World)
- The Frank Wright Quartet – Last Polka in Nancy? (Center of the World)
- Kevin, My Dear Son (Sun)
- Stove Man, Love Is The Word (Sandra)
- Eddie's Back In Town (Krona)
- Blues for Albert Ayler (ESP-Disk, 1974)
- mit Louis Moholo-Moholo / Dudu Pukwana / Johnny Dyani: Spiritual Knowledge and Grace (2011)
- Albert Ayler: La Cave Live Cleveland 1966 revisited (ezz-thetics, ed. 2022)